# Zeitumkehr (Filmtechnik)
Die Filmkamera ist eine "Zeitmaschine". Sie erlaubt nicht nur das Einfrieren der Gegenwart sowie die scheinbare Beschleunigung (Zeitraffer) und Verlangsamung (Zeitdehner / Zeitlupe) der Zeit, sondern auch deren Umkehr, und zwar dadurch, dass das Filmmaterial entgegen der Normalrichtung durch das Kameragehäuse transportiert wird. Beim Abspielen wird dieses Material dann richtig wiedergegeben. Dadurch entsteht die Zeitumkehr. Besonders beeindruckende Effekte können sich dabei im Zusammenspiel mit anderen Filmtricks, wie z. B. der Mehrfachbelichtung / Split-Screen-Technik, ergeben.
Dem Filmamateur steht diese Technik jedoch nur mit bestimmten Kameras zur Verfügung. Mit Super8-Kassetten ist das Rückwärtsfilmen technisch bedingt überhaupt nicht möglich.
Im professionellen Bereich wird die Zeitumkehr meistens beim Kopieren bewirkt.
In der Videotechnik ist das "Rückwärts-Aufnehmen" nicht möglich, da Videokameras nur in Normalrichtung aufzeichnen können. Hier kann dieser Effekt erst nach der Aufzeichnung erzielt werden, wie z. B. durch Überspielen oder mittels Schnitt-Software am Computer.